# Faucompierre
Faucompierre est une commune française située dans le département des Vosges, en région Grand Est.
Ses habitants sont appelés les Falconois.

## Géographie

### Localisation

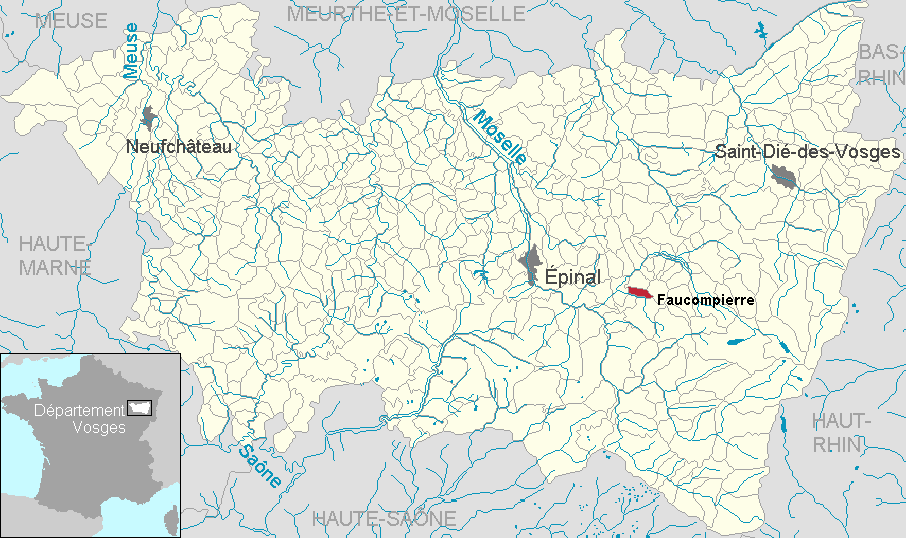
Localisation dans le département.

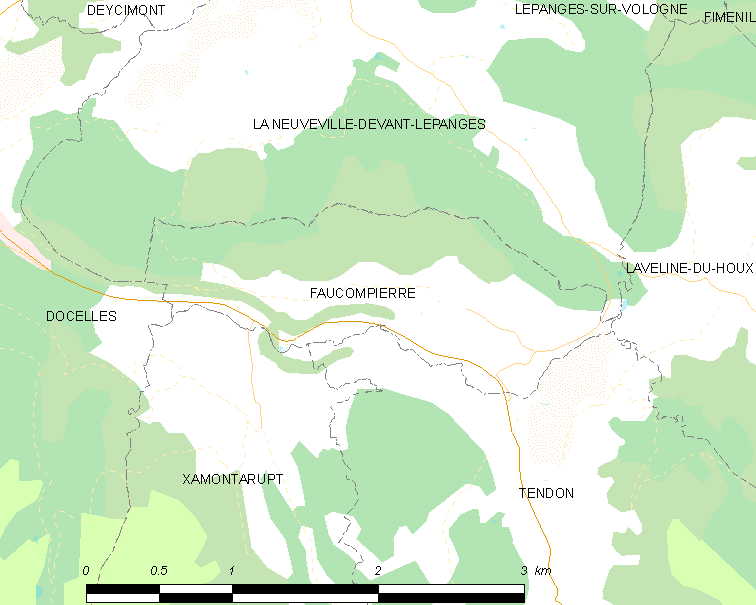
Situation géographique de Faucompierre.

Faucompierre est située à environ 20 km à l'est d'Épinal (à vol d'oiseau, 30 km par la route), dans la vallée du Barba, petit affluent gauche de la Vologne et sous-affluent de la Moselle. La commune s'appuie sur les premières pentes du massif des Vosges.
Le village est bâti en cul-de-sac, un peu à l'écart de la route départementale 11 d'Épinal vers Gérardmer.

### Géologie et relief
La commune se compose de 24,75 hectares de territoires artificialisés (9,98 %), 96,93 hectares de territoires agricoles (39,08 %) et 126,40 hectares de forêts et milieux semi-naturels (50,97 %).
Espaces naturels :
- Deux zones naturelles d'intérêt écologique, faunistique et floristique (Znieff) :

Massif vosgien.
Ruisseaux Le Barba, La Hutte, Les Spaxe et affluents au nord et ouest du Tholy.
Sur les 245 hectares de superficie de la commune, environ 35 (soit 14 %) sont constitués de forêts.
|             | La Neuveville-devant-Lépanges |                  |
| Docelles    | Faucompierre                  | Laveline-du-Houx |
| Xamontarupt |                               | Tendon           |

### Hydrographie et les eaux souterraines
Hydrogéologie et climatologie : Système d’information pour la gestion des eaux souterraines du bassin Rhin-Meuse :
Territoire communal : Occupation du sol (Corinne Land Cover); Cours d'eau (BD Carthage),
Géologie : Carte géologique; Coupes géologiques et techniques,
 Hydrogéologie : Masses d'eau souterraine; BD Lisa; Cartes piézométriques.
La commune est située dans le bassin versant du Rhin au sein du bassin Rhin-Meuse. Elle est drainée par le ruisseau Le barba,.
Le Barba, d'une longueur totale de 15,7 km, prend sa source dans la commune de Liézey et se jette dans la Vologne à Docelles, après avoir traversé huit communes.

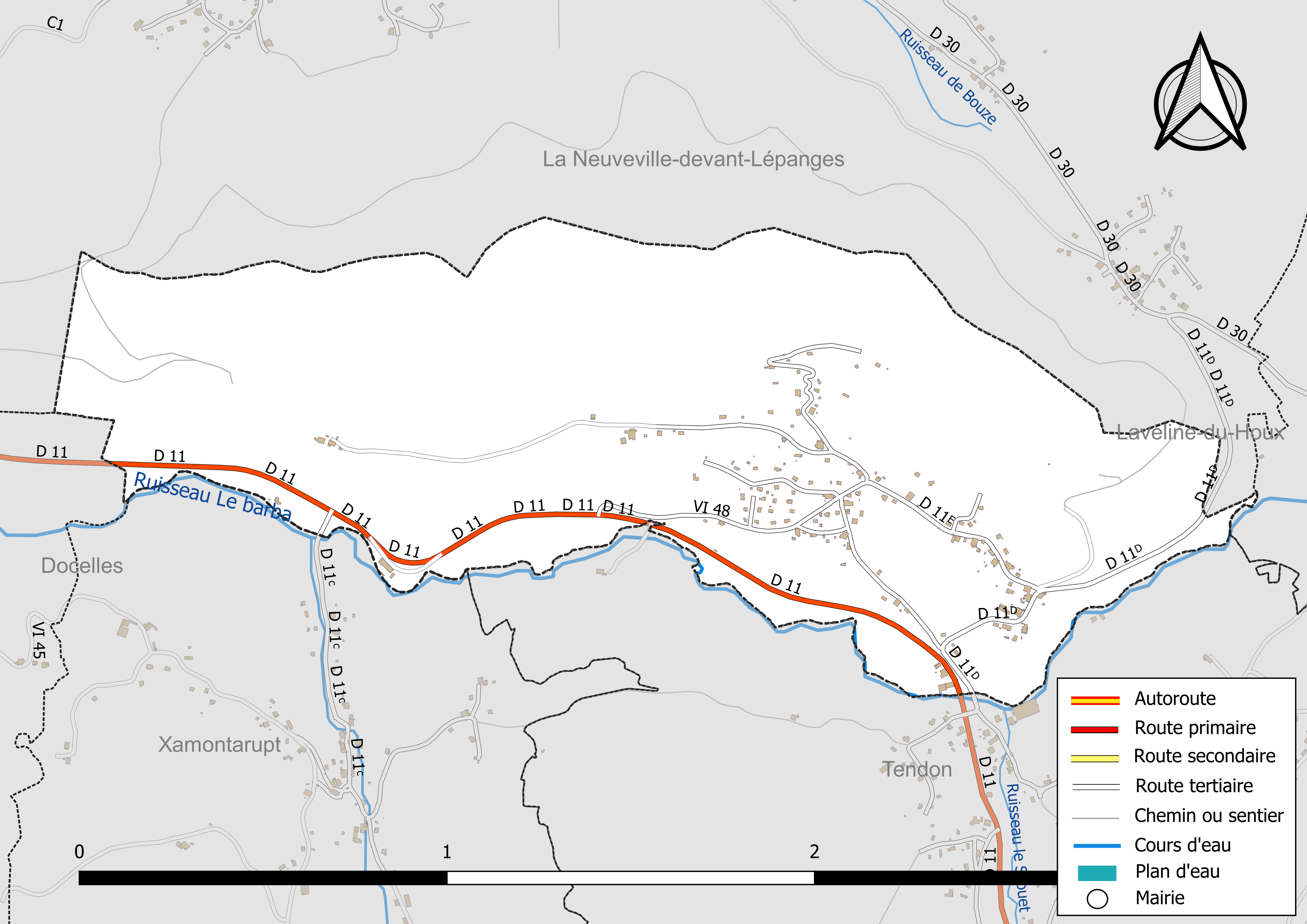
Réseaux hydrographique et routier de Faucompierre.

La qualité des eaux de baignade et des cours d’eau peut être consultée sur un site dédié géré par les agences de l’eau et l’Agence française pour la biodiversité.

### Climat
Pour des articles plus généraux, voir Climat du Grand Est et Climat des Vosges.
En 2010, le climat de la commune est de type climat de montagne, selon une étude du Centre national de la recherche scientifique s'appuyant sur une série de données couvrant la période 1971-2000. En 2020, Météo-France publie une typologie des climats de la France métropolitaine dans laquelle la commune est exposée à un climat semi-continental et est dans la région climatique  Vosges, caractérisée par une pluviométrie très élevée (1 500 à 2 000 mm/an) en toutes saisons et un hiver rude (moins de 1 °C). 
Pour la période 1971-2000, la température annuelle moyenne est de 9,3 °C, avec une amplitude thermique annuelle de 16,8 °C. Le cumul annuel moyen de précipitations est de 1 481 mm, avec 13,9 jours de précipitations en janvier et 11,1 jours en juillet. Pour la période 1991-2020, la température moyenne annuelle observée sur la station météorologique de Météo-France la plus proche, « Le Roulier_sapc », sur la commune du Roulier à 5 km à vol d'oiseau, est de 10,2 °C et le cumul annuel moyen de précipitations est de 1 000,2 mm. 
La température maximale relevée sur cette station est de 38,1 °C, atteinte le 25 juillet 2019 ; la température minimale est de −18,3 °C, atteinte le 20 décembre 2009,,. 
Les paramètres climatiques de la commune ont été estimés pour le milieu du siècle (2041-2070) selon différents scénarios d'émission de gaz à effet de serre à partir des nouvelles projections climatiques de référence DRIAS-2020. Ils sont consultables sur un site dédié publié par Météo-France en novembre 2022.

## Urbanisme

### Typologie
Au 1er janvier 2024, Faucompierre est catégorisée commune rurale à habitat dispersé, selon la nouvelle grille communale de densité à sept niveaux définie par l'Insee en 2022.
Elle est située hors unité urbaine. Par ailleurs la commune fait partie de l'aire d'attraction d'Épinal, dont elle est une commune de la couronne,. Cette aire, qui regroupe 118 communes, est catégorisée dans les aires de 50 000 à moins de 200 000 habitants,.

### Occupation des sols
L'occupation des sols de la commune, telle qu'elle ressort de la base de données européenne d’occupation biophysique des sols Corine Land Cover (CLC), est marquée par l'importance des forêts et milieux semi-naturels (49,6 % en 2018), en augmentation par rapport à 1990 (47,8 %). La répartition détaillée en 2018 est la suivante : forêts (49,6 %), prairies (40,2 %), zones urbanisées (10 %), zones agricoles hétérogènes (0,2 %). L'évolution de l'occupation des sols de la commune et de ses infrastructures peut être observée sur les différentes représentations cartographiques du territoire : la carte de Cassini (XVIIIe siècle), la carte d'état-major (1820-1866) et les cartes ou photos aériennes de l'IGN pour la période actuelle (1950 à aujourd'hui).

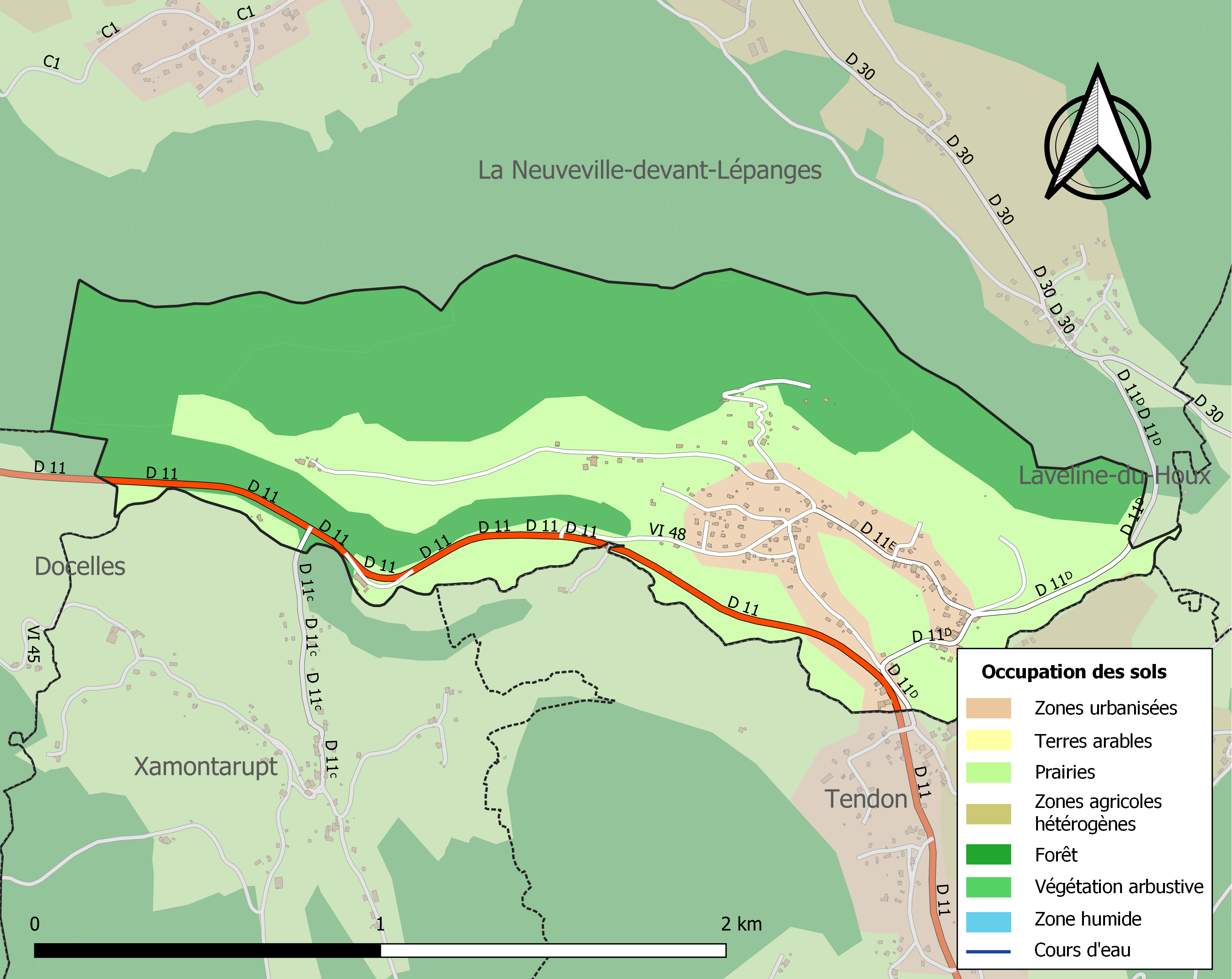
Carte des infrastructures et de l'occupation des sols de la commune en 2018 (CLC).

### Voies de communications et transports

#### Voies routières
La commune est à 2,3 km de Tendon et Xamontarupt, 3,0 de Laveline-de-Houx et 4,2 de Docelle.
- A31 (aussi appelée autoroute de Lorraine-Bourgogne). Vittel > Échangeur Bulgnéville[20].

#### Transports en commun

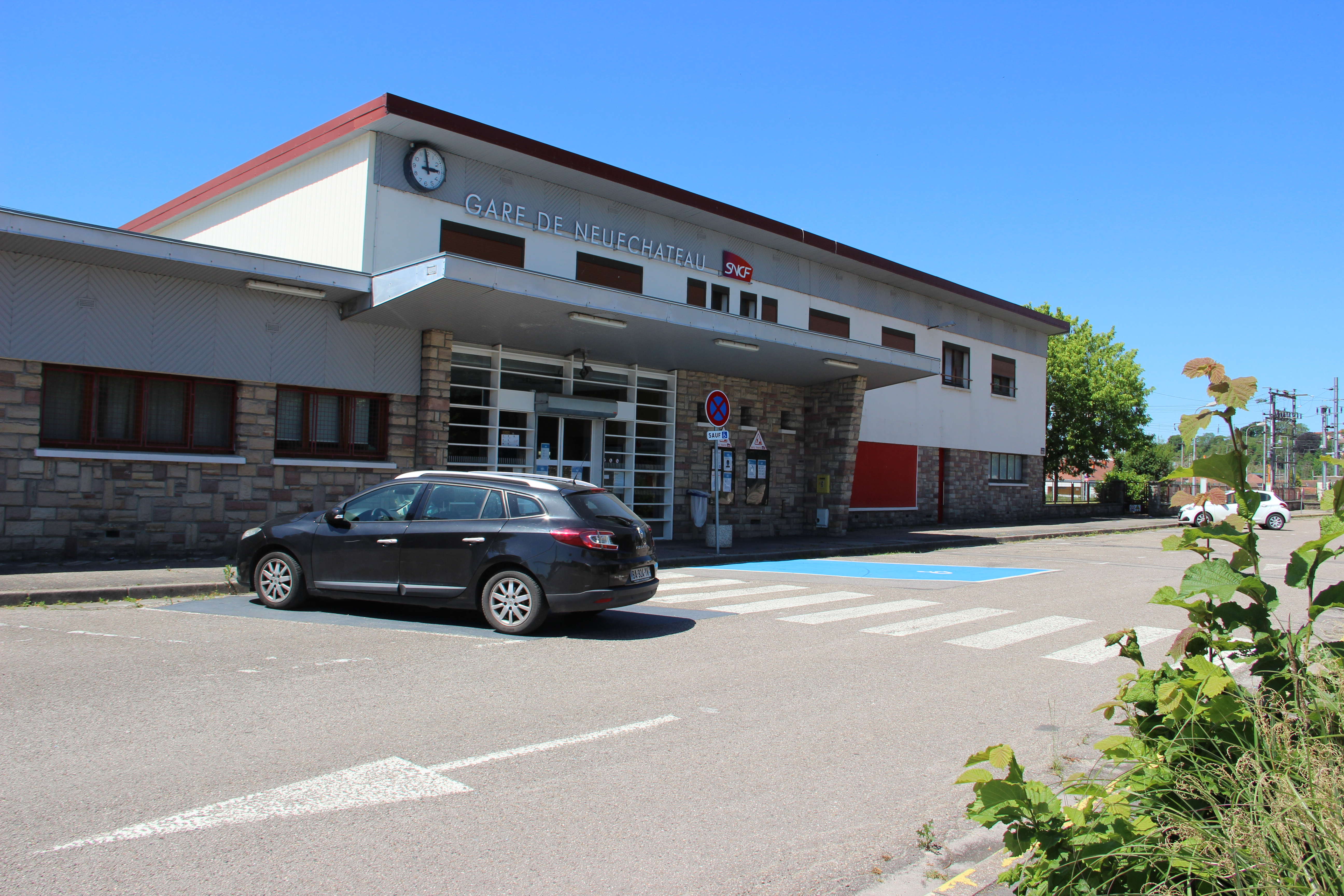
Gare de Bruyères.

- Fluo Grand Est.

#### Lignes SNCF
- Gare de Bruyères.
- Gare d'Arches.

#### Transports aériens
- L'Aéroport d'Épinal-Mirecourt « Vosges Aéroport ».

À partir de l'été 2021, l’aéroport d’Épinal-Mirecourt est devenu le "pélicandrome" de la Zone Est et servira ainsi de base de ravitaillement et d’intervention pour les avions bombardiers d’eau connus sous le nom de Dash 8.
- Aéroport de Colmar - Houssen.
- Aérodrome de Belfort - Fontaine.

## Toponymie
Le nom de Faucompierre, semble avoir, tout d’abord, désigné en propre le château qui dominait le village. Faucompierre sert aux sires de Parroye pour l'exercice de la chasse au faucon, une activité qui donnera son nom à la place.

Le nom de la localité est attesté sous les formes D. de Falconiipetri (XIe ou XIIe siècle) ; Fauconpiere (1284) ; Faulcompiere (1284) ; Faucompiere (1285) ; Faconis Petra, Fauconis Petra (1302) ; Faucompierre (1305) ; A. de Falconis petra (1350) ; La ville des Folz, seant desouz lou chasteal de Falcompiere,… ladicte ville des Foulz (1355) ; Ville du Fol (1457) ; Des Foulx, la ville de Folz (1518) ; Au lieu des Faougs (1593) ; « Le ban de Faulcompierre et mairie de Lespange consiste ez villages de Folgs », Saint-Jean du Marché et… (1628) ; Le Fau (1656) ; Le ban de Facompierre et Lespainge (XVIIe siècle) ; Le ban de Fau-Compierre (1751) ; Librepierre (an III),.

## Histoire
Le nom du village, Fauconpiere, est attesté dès 1284. Faucompierre dépendait du bailliage de Bruyères, prévôté de Dompaire. Au spirituel, la commune dépendait de Tendon, doyenné de Remiremont.
De 1790 à l'an VIII, Faucompierre a fait partie du district de Remiremont, canton d'Éloyes.

## Politique et administration

### Découpage territorial
Par arrêté préfectoral du 15 septembre 2023, la commune est retirée le 1er janvier 2024 de l'arrondissement d'Épinal et rattachée à l'arrondissement de Saint-Dié-des-Vosges.

### Liste des maires
| Période                                  | Période    | Identité          | Étiquette | Qualité                         |
| ---------------------------------------- | ---------- | ----------------- | --------- | ------------------------------- |
| Les données manquantes sont à compléter. |            |                   |           |                                 |
| 1992                                     | mars 2001  | Guy Pernot        |           |                                 |
| mars 2001                                | mars 2008  | Nicole Baudonnel  |           |                                 |
| mars 2008                                | avril 2014 | Bernard Petringer |           |                                 |
| avril 2014                               | En cours   | Michel Paradis    |           | Contremaître, agent de maîtrise |

### Budget et fiscalité 2023

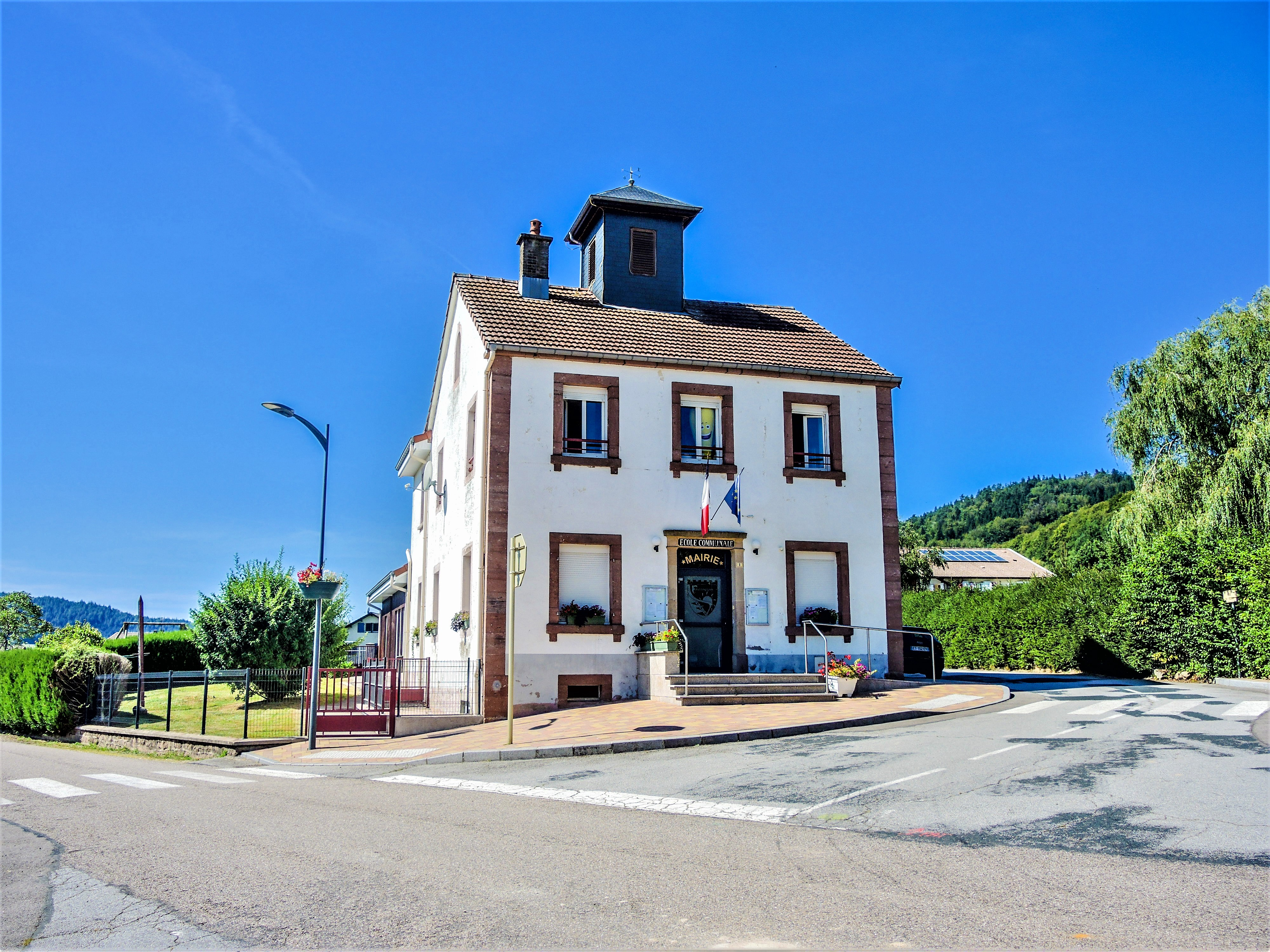
La mairie.

En 2023, le budget de la commune était constitué ainsi :
- total des produits de fonctionnement : 163 000 €, soit 697 € par habitant ;
- total des charges de fonctionnement : 159 000 €, soit 679 € par habitant ;
- total des ressources d'investissement : 158 000 €, soit 676 € par habitant ;
- total des emplois d'investissement : 34 000 €, soit 144 € par habitant ;
- endettement : 101 000 €, soit 430 € par habitant.

Avec les taux de fiscalité suivants :
- taxe d'habitation : 18,37 % ;
- taxe foncière sur les propriétés bâties : 38,64 % ;
- taxe foncière sur les propriétés non bâties : 19,57 % ;
- taxe additionnelle à la taxe foncière sur les propriétés non bâties : 0,00 % ;
- cotisation foncière des entreprises : 0,00 %.

Chiffres clés Revenus et pauvreté des ménages en 2021 : médiane en 2021 du revenu disponible, par unité de consommation : 23 550 €.

## Population et société

### Démographie

#### Évolution démographique
L'évolution du nombre d'habitants est connue à travers les recensements de la population effectués dans la commune depuis 1793. Pour les communes de moins de 10 000 habitants, une enquête de recensement portant sur toute la population est réalisée tous les cinq ans, les populations de référence des années intermédiaires étant quant à elles estimées par interpolation ou extrapolation. Pour la commune, le premier recensement exhaustif entrant dans le cadre du nouveau dispositif a été réalisé en 2006.

En 2022, la commune comptait 227 habitants, en évolution de −6,58 % par rapport à 2016 (Vosges : −2,96 %, France hors Mayotte : +2,11 %).
| 1793 | 1800 | 1806 | 1821 | 1831 | 1836 | 1841 | 1846 | 1856 |
| ---- | ---- | ---- | ---- | ---- | ---- | ---- | ---- | ---- |
| 167  | 187  | 202  | 196  | 203  | 207  | 195  | 197  | 205  |

| 1861 | 1866 | 1876 | 1881 | 1886 | 1891 | 1896 | 1901 | 1906 |
| ---- | ---- | ---- | ---- | ---- | ---- | ---- | ---- | ---- |
| 196  | 183  | 177  | 185  | 161  | 146  | 162  | 139  | 144  |

| 1911 | 1921 | 1926 | 1931 | 1936 | 1946 | 1954 | 1962 | 1968 |
| ---- | ---- | ---- | ---- | ---- | ---- | ---- | ---- | ---- |
| 149  | 159  | 138  | 131  | 121  | 143  | 131  | 121  | 123  |

| 1975 | 1982 | 1990 | 1999 | 2006 | 2011 | 2016 | 2021 | 2022 |
| ---- | ---- | ---- | ---- | ---- | ---- | ---- | ---- | ---- |
| 134  | 197  | 206  | 224  | 209  | 237  | 243  | 229  | 227  |

### Enseignement
Établissements d'enseignements :
- Écoles maternelles et primaires à La Neuveville-devant-Lépanges, Tendon, Docelles, Lépanges-sur-Vologne, Le Roulier, Deycimont.
- Collèges à Éloyes, Bruyères, Le Tholy, Remiremont.
- Lycées à La Baffe, Bruyères, Remiremont.

### Santé
Professionnels et établissements de santé :
- Médecins à Docelles, Éloyes, Bruyères, Pouxeux, Laveline-devant-Bruyères, Le Tholy, Granges-sur-Vologne, Arches, Archettes.
- Pharmacies à Docelles, Éloyes, Bruyères, Pouxeux, Le Tholy, Granges-sur-Vologne, Arches, Saint-Amé, Saint-Nabord.
- Hôpitaux à Bruyères, Épinal, Gérardmer, Gerbépal, Golbey.
- Centre hospitalier Beatrix de Lorraine à Remiremont.

### Cultes
- Culrte catholique, Paroisse Saint-Antoine-en-Vologne[34], Diocèse de Saint-Dié.

## Économie
Les activités économiques sont aujourd'hui limitées à la présence de deux exploitations agricoles, deux entreprises artisanales (dont une entreprise piscicole) et deux gîtes ruraux. 
Une grande partie de la population active travaille à l'extérieur de la commune.

### Entreprises et commerces

#### Agriculture
- Sylviculture et autres activités forestières.
- Élevage de porcins.
- Élevage d'autres bovins et de buffles.
- Culture de légumes, de melons, de racines et de tubercules.
- Élevage de vaches laitières.
- Pisciculture[35],[36].

#### Tourisme
- Hébergements et restauration à Tendon, Laveline-du-Houx, Le Tholy, Docelles.

#### Commerces
- Commerces et services de proximité[37].

## Culture locale et patrimoine

### Lieux et monuments

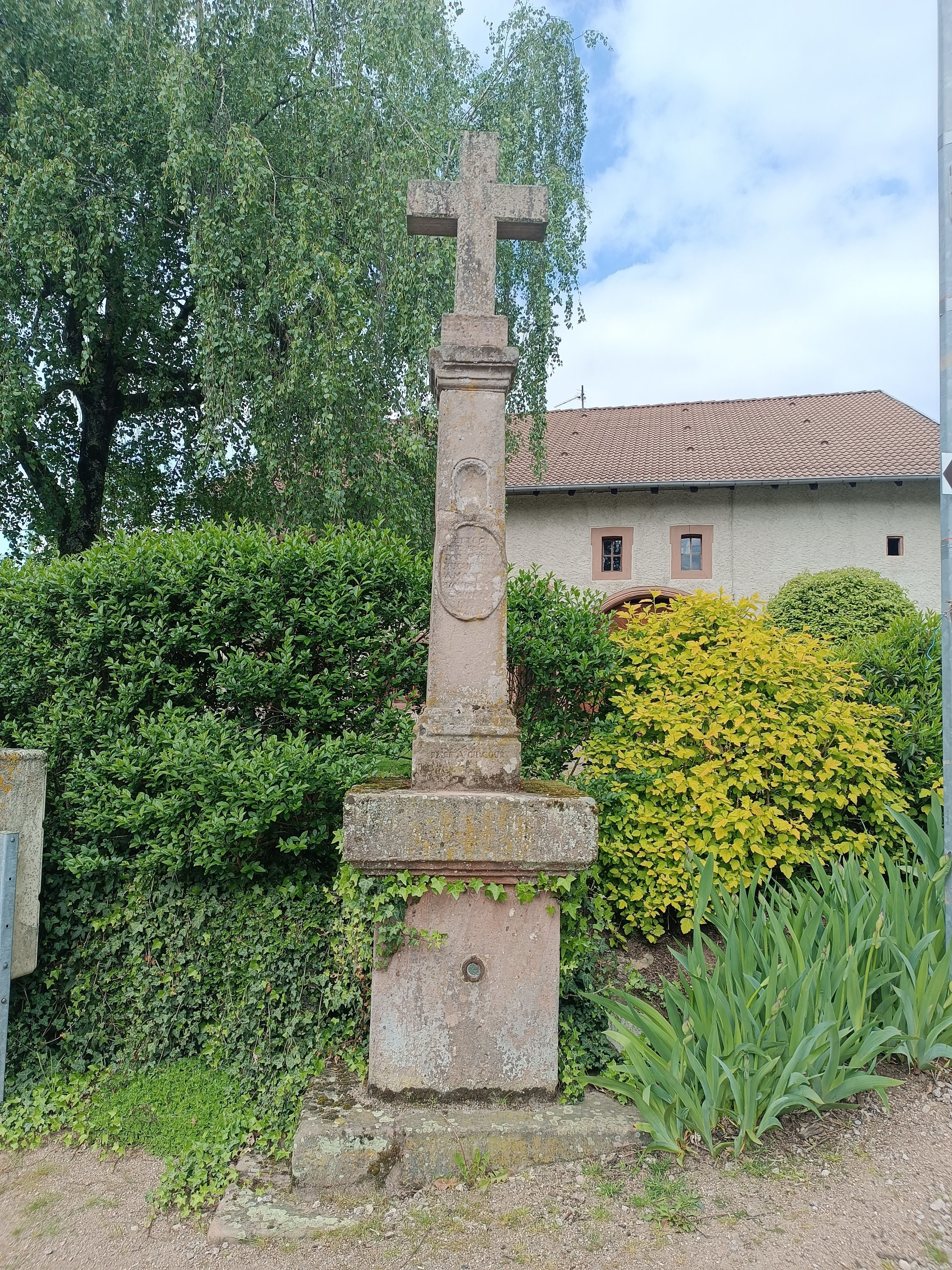
Croix de chemin.
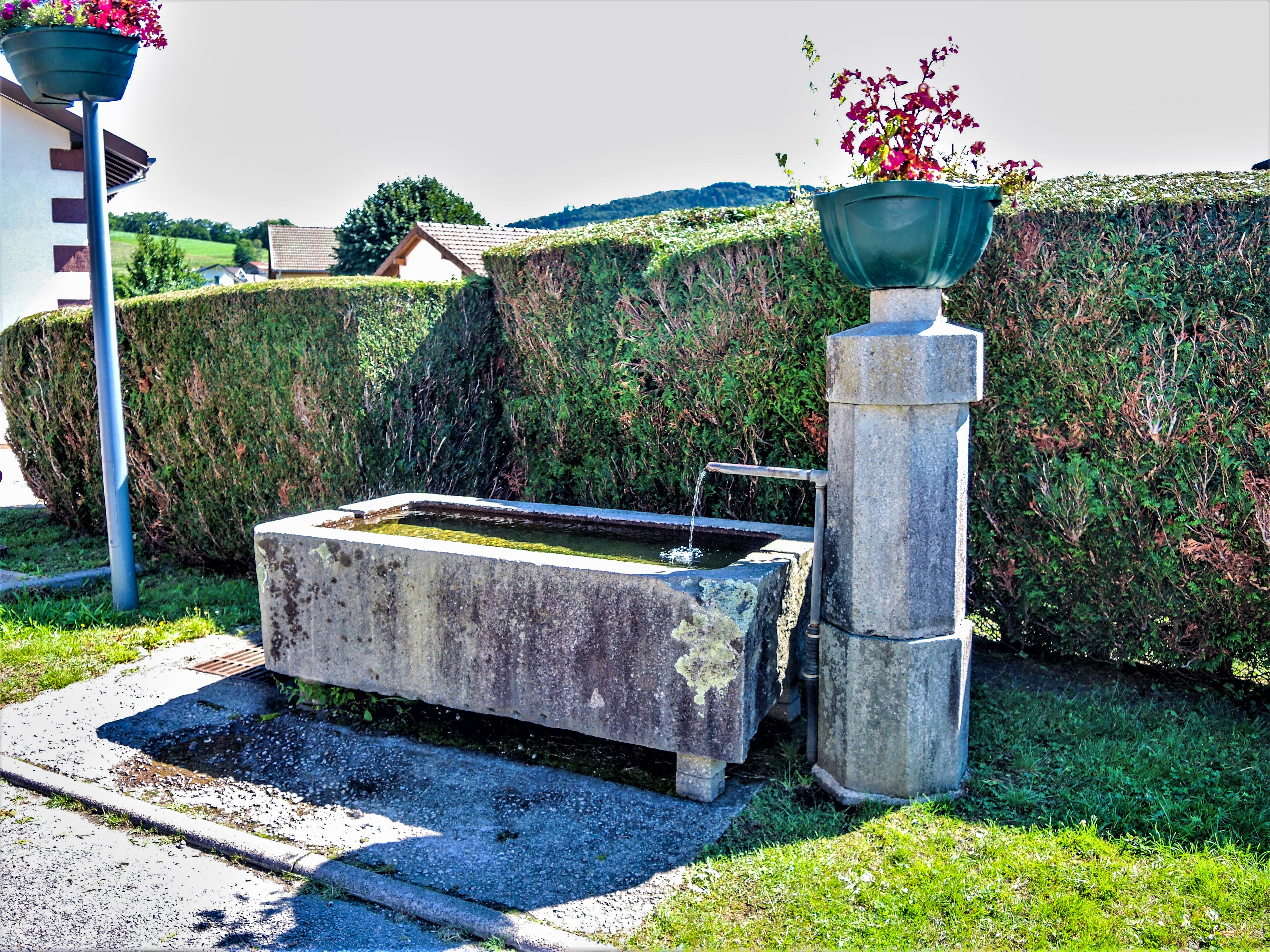
Fontaine.

La commune a la particularité de ne pas avoir d'église.
- Ruines d'un château du XIIIe siècle. L'histoire de ce château est assez méconnue. Elle peut se résumer en une longue et continuelle succession de seigneurs. Aux mains des sires de Parroy à la fin du XIIIe siècle, le château fut acquis par les seigneurs de Toullon au cours du XVIe siècle. Il passa dans le giron des familles de Savigny, Lenoncourt, Fléville, Haussonville et Raigecourt tout au long du XVIe siècle[38].

Occupé, tout comme celui de Bruyères par les Bourguignons, lors des guerres de Bourgogne, il fut libéré après la Bataille de Nancy (1477) en 1477.
Bien qu'aucune publication n'en fasse mention, le château de Faucompierre a dû être ruiné par les troupes franco-suédoises au milieu du XVIIe siècle (vers 1634-1636), durant la guerre de Trente Ans en Lorraine. Au début du XVIIIe siècle, il présentait de grandes et majestueuses ruines qui laissaient très nettement apparaître le plan aux yeux du visiteur : un donjon, une enceinte considérable cantonnée de tours, une chapelle ainsi qu'une porte fortifiée.
De nos jours, seul un œil avisé reconnait les vestiges fossoyés d'une basse cour protégée par les maigres vestiges d'une tour carrée, le tout dominé par les soubassements d'un donjon, avec en enfilade une succession de bâtiments parmi lesquels il est possible de distinguer encore très nettement, une citerne ainsi qu'une tour carré placée à l'extrémité de la crête rocheuse supportant le château. Des escaliers taillés dans le roc donnaient accès à une poterne orientée sud-est et protégée, semble-t-il, par une bretèche.
- Patrimoine rural recensé par le services régional de l'Inventaire général du patrimoine culturel[40].
- Fontaine.
- Croix de chemin[41].
- Monument aux morts[42],[43].

### Personnalités liées à la commune
- Médaillé de Sainte-Hélène : Jean Baptiste Lacombe[44]

### Héraldique, logotype et devise
- Blason sur la porte de la mairie[45],[46].

## Pour approfondir